# رخيت رع
رخيت رع ، هي ملكة مصرية قديمة من أواخر عهد الأسرة الرابعة أو أوائل الأسرة الخامسة. كانت ابنة الملك خعفرع. و لم يأتِ ذكر زوجها قط في النقوش ، لكنها كانت زوجة أحد خلفاء أبيها الملك خفرع على العرش ، و ربما هو الملك منكاورع.

## ألقابها
كانت الملكة رخيت رع تحمل الألقاب التالية في النقوش:
- زوجة الملك.
- ابنة الملك من جسده.
- عظيمة الصولجان حتس (المفضلة).
- من ترى حور و ست.

و في مقبرة خادم الكا الخاص بها تلقب بابنة الملك خفرع.

## مقبرتها
تم حفر مقبرة رخيت رع بين العامين 1934 و 1935 بوالسطة عالم الآثار المصري سليم حسن. القبر كان يعرف أولا باسم مقبرة رخيت رع، و لكن أعطي في وقت لاحق الرقم G8530. و تقع المقبرة في الحقل المركزي الذي هو جزء من جبانة الجيزة.
القبر فيه ممر طويل يأخذ بدوره منعطفاً 90 درجة إلى اليسار وعبر مدخل بعده يدخل المرء إلى ممر أقصر. ثم تحول حاد آخر إلى اليمين يؤدي إلى محراب صغير. في أحد الأركان تم إنشاء كوة في الحائط ، وعلى الجانب الآخر ثلاثة أعمدة تحدد ممراً إلى غرفة جانبية. ومن هذه الغرفة الجانبية ممر منحدر يؤدي إلى غرفة الدفن التي تحتوي على التابوت. كان التابوت خالياً عند اكتشاف المقبرة. وتم العثور على عظام ساق ثور على رأس التابوت، وعثر على عظام بشرية إلى جانب التابوت. قد تكون هذه الرفات البشرية للملكة رخيت رع نفسها. تم عمل مساحة محفورة في أحد الجدران لوضع الأواني الكانوبية، ولكن حتى هذه كانت قد اختفت عند اكتشاف المقبرة.
تم العثور على عدة أشياء في الحطام على أرضية غرفة الدفن. وتشمل أوان صغيرة من المرمر ، وغطاء إناء كانوبي ، وجزء مرمري يحتوي على صورة امرأة تجلس على كرسي. وتم العثور على شظايا أخرى من الأواني الكانوبية في منطقة المحراب والفناء الخارجي الخاصين بنفس المقبرة.

## مقبرة خادم الكا الخاص بها
القبر العائلي حامل الرقم G 8538 هو مكان دفن كا إم نفرت و إيري ناخت إيري و كاكاي عنخ ، و قد كان كا إم نفرت مشرفا على خدام الكا في المنشأة الجنائزية، و كبير حوض بناء سفن نحب. و كان أيضا خادم كا الملكة رخيت رع.
يظهر كا إم نفرت واقفاً أمام رخيت رع في اثنين من المشاهد المتطابقة على أعمدة باب المدخل. وهي تظهر رافعة زهرة اللوتس إلى أنفها بيدها اليسرى مرتدية ثوباً طويلاً بسيطاً و باروكة طويلة ثلاثية الجوانب، كما إنها ترتدي أساور وخلخال وقلادة. ويظهر كا إم نفرت بحجم أصغر أمام الملكة ويحمل مبخرة في يديه. و في السجل الأسفل من هذا المشهد يصور أربعة خدام كا:
- بتاح شيري حاملاً إبريقاً وطستاً صغيراً.
- إيحي حاملاً أوزة حية
- إينفر حاملاً بطة في كل يد.
- بتاح ور الذي يحمل أوزة حية أخرى.

ويبدو أن جميع الرجال يرتدون إزاراتهم معكوسة ، و يوجد مشهد مطابق على العارضة الأخرى للباب، و يظهر خادمو كا في السجل السفلي حاملين ساقي ثور وأوزة أخرى.